# وفاة سوهان بنزيان

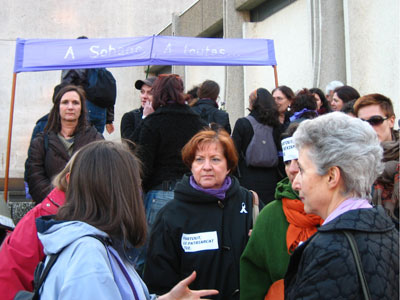

كانت سوهان بنزيان فتاة فرنسية من أصول جزائرية قتلت في سن 17بين الفترة من (1984حتي 4 أكتوبر 2002).
في 4 أكتوبر2002، بجنوب باريس تم حرقها وهي علي قيد الحياة أمام صديقاتها في قبو من قبل صديقها السابق، والذي كان زعيم عصابة. حيث تم تقيدها ثم قام المعتدي الملقب نونو، بشراء زجاجة من البنزين قبل الحادثة بيوم وقام بصبها فوق سوهان وأضرم النار فيها بقداحته.
أثارت تلك الحادثة انتباه الصحافة الفرنسية والدولية وأثارت غضب فرنسا. وأدى ذلك إلى تأسيس حركة حقوقية للمرأة باسم «لاعاهرات ولاخاضعات».
لقد أدلت الشهادات بالقتل المتعمد لسوهان من قبل المدعي عليه زعيم العصابة المغربي جمال درار بالتعذيب والبربرية التي أدت إلى موت. وأيضًا تم الحكم على متهمٍ ثانٍ وهو توني روكا، بالسجن لمدة ثماني سنوات لأنه أغلق باب المستودع بينما كانت سوهان تصرخ للمساعدة.
في 4 أكتوبر 2005، تم تدشين لوحة جدارية خاصة بذكري وفاتها، وذلك بحضور أختها كاهينا بنزيان والذي تم تدنيسها مؤخرًا.